# Gerlhausen
Gerlhausen ist ein Gemeindeteil der Gemeinde Zolling im Landkreis Freising (Oberbayern).

## Geographie
Das Kirchdorf liegt am Marchenbach, einem nördlichen Nebenfluss der Amper, etwa acht Kilometer nördlich von Freising und drei Kilometer nördlich von Zolling.

## Geschichte
Urkundlich erwähnt wird Gerlhausen erstmals im Jahr 806. Die heutige Filialkirche St. Valentin stammt aus der zweiten Hälfte des 16. Jahrhunderts. Im Zuge der Gemeindebildung nach dem Zweiten Gemeindeedikt kam Gerlhausen 1818 zusammen mit Oberappersdorf und Unterappersdorf zur neu gebildeten Gemeinde Appersdorf. Durch die Gemeindegebietsreform wurde die Gemeinde Appersdorf am 1. Januar 1972 aufgelöst und alle Ortsteile in die Gemeinde Zolling eingegliedert.

## Sehenswürdigkeiten
Bedeutendstes Kulturdenkmal des Ortes ist die katholische Filialkirche St. Valentin. Sie ist ein schlichter Saalbau mit gerade schließendem Chor und angefügter Sakristei aus der zweiten Hälfte des 16. Jahrhunderts. Der Chorturm ist in seiner oberen Hälfte barock.